# داستان پسران رگنار

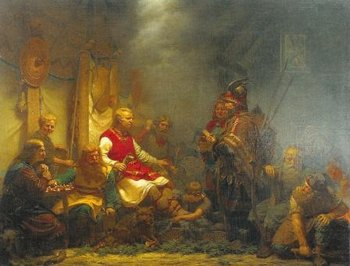
نقاشی 1857 توسط مالمستروم که پیام‌رسان پادشاه الا را نزد پسران راگنار لودبروک به تصویر می کشد.

داستان پسران راگناروک (به نورس کهن: Ragnarssona þáttr) یک روایت داستانی به زبان نورس باستان در مورد راگنر لودبروک و پسرانش است.